# Sukiyaki (canción)
«Ue o muite arukō» (上を向いて歩こう, Camino mirando arriba) es una canción japonesa que fue interpretada por Kyu Sakamoto, y escrita por Rokusuke Ei y Hachidai Nakamura. Dicha canción es también conocida en el mundo como Sukiyaki. La canción escaló los más altos puestos de ventas en Estados Unidos en 1963, y fue la única canción japonesa que ha conseguido jamás tal proeza. Se vendieron más de 13 millones de copias internacionalmente.
Parte de la letra dice lo siguiente:
上を向いて歩こう ue o muite arukō (Camino mientras miro arriba)

涙がこぼれないように namida ga koborenai yō ni (De esta manera mis lágrimas no caerán)

思い出す春の日 omoidasu haru no hi (Recordando los días de primavera)

一人ぼっちの夜 hitoribotchi no yoru (En esta noche solitaria)
La canción fue editada originalmente en Japón por Toshiba en 1961. Estuvo en la cima de la lista musical de la revista japonesa "Music Life" durante tres meses consecutivos. En algún momento de 1962, un ejecutivo musical británico llamado Louis Benjamin escuchó la canción mientras viajaba por Japón, y al año siguiente hizo que su compañía Pye Records del Reino Unido realizara una versión instrumental de la canción por Kenny Ball y sus Jazzmen. Preocupados porque el título original, en un idioma entonces muy ajeno a los escuchas angloparlantes, afectara su popularidad, Benjamin lo cambió a "Sukiyaki", un plato japonés que le había gustado. Este título fue conservado cuando Capitol Records en los Estados Unidos, y His Master's Voice en Gran Bretaña, decidieron editar la versión original japonesa de Kyu Sakamoto 5 meses después.
Este título, sukiyaki, nada tiene que ver con la letra o con el significado de la canción; el propósito fue que dicha palabra fuese atractiva, fácil de recordar, pegadiza, reconocible, y más familiar (eran muy pocos los que en aquella época comprendían el japonés). Un periodista del Newsweek señaló que el retitulaje fue algo parecido a publicar en Japón "Moon River", una popular y melancólica canción ganadora del Óscar en 1961, bajo el título "Beef Stew (Caldo de Carne)."
"Sukiyaki," se colocó en 1963 en el puesto 58, llegando posteriormente al número uno en dicho año y en efecto fue la última canción de un artista japonés en alcanzar los mejores puestos de ventas estadounidenses durante 16 años, hasta que el dúo femenino Pink Lady llegó al top 40 en 1979 con su éxito "Kiss In The Dark" (aunque cantado en inglés). La versión de Kyo Sakamoto era en idioma japonés.
El 16 de marzo de 1999, Japan Post realizó una placa conmemorativa para esta canción.
Kyu Sakamoto fue una de las 520 personas que murieron en el accidente del Vuelo 123 de Japan Airlines cerca de Gunma, región de Kanto, en la isla japonesa de Honshu, el 12 de agosto de 1985. Tenía 43 años.

## Cambios

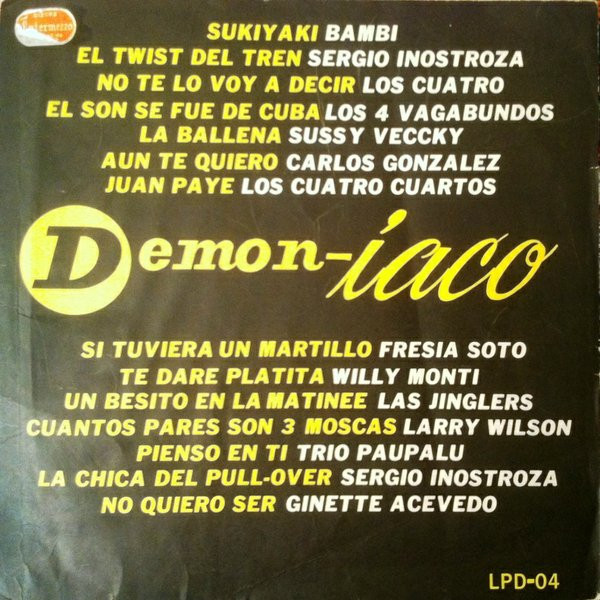
La cantante chilena Bambi versionó en japonés la canción "Sukiyaki", apareciendo en la compilación Demon-íaco.

Han sido muchos artistas los que han realizado una versión de la canción, mientras que otros han escrito o cantado canciones basadas en la melodía. Una versión de 1981 por A Taste of Honey llegó al número 3 de la lista Billboard Hot 100 en Estados Unidos, mientras que una versión de 1995 cantada por 4 P.M. llegó al número 8.
Tanto 4 P.M. como A Taste of Honey usaron la misma y dulce letra inglesa, escrita por Marie Johnson de Taste of Honey.  Johnson es citada en The Billboard Book of Number One R&B Hits por Fred Bronson a sabiendas de que cuando tradujo la letra japonesa al inglés, se percató de que la letra podía interpretarse de tres formas distintas: como un hombre en camino de su ejecución, como alguien intentando ser optimista a pesar de los juicios de la vida, o como la historia final de una aventura de amor.  "Me hace ser más romántica de lo que soy," explicó, "Decidí escribir acerca de un amor malogrado." Así pues, la versión inglesa reza: "En realidad/tú y yo jamás estaremos juntos/'Porque te llevaste tu amor lejos de mi." A Taste of Honey, que fueron bastante populares en Japón (Johnson y su compañera de grupo, Hazel Payne, vestían a menudo kimonos en sus conciertos), también consideran su versión de la canción un tributo a uno de los países donde fueron muy populares, y añadieron un susurrante "Sayonara" al final de la canción.
A pesar de las explicaciones de Johnson, la traducción inglesa de la letra japonesa no tiene nada que ver con la utilizada por A Taste of Honey.
Una versión en castellano (escrita por Janice Marie Johnson traduciéndola al español) fue grabada por Tejano cantada por Selena en 1989.
Existe otra versión en castellano cantada por las Charm aparecida en su primer álbum, Konnichiwa!! en 2003.

## Versiones
Estos son algunos de los artistas que han realizado una versión del Ue o muite arukō:
| - 4 P.M. - A Taste of Honey - Ace Cannon - Albert Au - Amos Garrett, Doug Sahm y Gene Taylor - Anita Mui - Ann-Mette Elten - Avicii - Azman Mohamed - B-DASH - Bambi (cantante) - Baron - Big Daddy - Big Mama Sue Trio - Bill & Boyd - Billy Vaughn - Bleed For Freedom - Blue Diamonds (versión en inglés y alemán) - BoA - Bob Dylan featuring Tom Petty y los Heartbreakers - Bobby Caldwell - Bone Thugs-N-Harmony (conocidos como B.O.N.E. Enterprise; vocal interpolation on "Bless Da 40 Oz.") - Boukman Eksperyans (versión en Haïtian Kréyòl) - Brave Combo - Breakaways - Brita Koivunen (versión final) - Bryan Adams - Budak Pantai - Carmen Cavallaro - Cecilio y Kapono - Charm (Versión en español y japonés) - Chet Atkins - Chris Moore y the Free Spirits - Claude Valade - Cornell Hangovers - Cover Girls - Crane - Daniela Mercury - David H. Yakobian - David Whittaker - Diana King - Diana Yukawa y Nigel Clayton - Dick Lee - Die Rivieras (versión alemana) - Dixie Aces - Doug E. Fresh y Slick Rick - The Dreamlovers - Eri Ii /theremin player - Esko Sorsa - Fair Warning - Fernando Montenegro - The Four Preps - Friends of the Andes - Fusa y the Place - Gigi Leung - Giovanni - Go Jimmy Go - Han Dae-Soo - Hazel Payne (componente de A Taste of Honey) | - Hecoki Mushi - Hiromi Uehara - Hikaru Utada (Inglés) - Hollyridge Strings - The Hooters (concierto de acción de gracias de 1987 en el Spectrum de Filadelfia) - Husky & the Sandmen - Ian Sweetness - Jennifer Lara & the Brentwood Rockers - Jerry Cole & the Spacemen - Jewel Akens - Johan Dalgas Frisch - John Kuek - Kai - Kai Winding - Keisuke Kuwata - Kenji Hino - Kenny Ball & his Jazzmen - Kim Hyung Joon (SS501) - King Curtis - Kiss - Khoo Cheng (un profesor de Johor Baru, Malasia.) - Koko Montana (en español con un verso en japonés) - Kong Ling - Kyu Sakamoto & Maiko - Laurindo Almeida - Lenny Dee - Lola Dutronic - Lynda Trang Dai - Little Singers of Tokyo - Los Doltons - Los Panchos - Lucille Starr (hicieron una reedición con el primer verso en francés) - Mack the Knife - The Majestic Orchestra - Marcel Amont (versión francés) - Margot Lefebvre (versión francés) - Martin Denny - Mary J. Blige Un trozo de la melodía y la letra que usaron en su canción de 1997, "Everything") - Masashi Sada - Masashi Tashiro - Melcochita (versión salsa en español) - The Mermen - Mimy Succar(versión salsa japonés y español) - Misora Hibari - Nahki - Nikki Monroe (Yukie Kobayashi) - Nippon Choir & Little Singers - The Nits - The Nor'easters - Northwestern Asterik - NRBQ - Orange Appeal - Otto Brandenburg (versión danés y sueco) - Pannida Sevatasai - Pastel Vespa - Pat Donohue (cantada en una parodia con el título de "Sushi-Yucky") - Paula Lisa | - The Peanuts - The Picketts - Quamo (Versión filipino) - Quique Roca (versión español) - Raagapella - Raphael Saadiq (usaron parte de la melodía para su éxito de 1995, "Ask Of You") - Raquel Rastenni (versión danesa) - Ray Davis y su Orquesta - RC Succession - Richard Clayderman - Rim D. Paul - Roger Wang - Salt-N-Pepa (en "The Showstopper") - Sami Kaneda - Sandi - Sayoko feat. Beenie Man - Seam feat. Yan Pan - Selena (Versión español) - The Shi-Tones - The Silhouettes - Sister Carla - Slick Rick (a capela en "La-Di-Da-Di") - Snoop Doggy Dogg (a capela en "Lodi Dodi," versión de "La-Di-Da-Di" de Slick Rick) - Soeur Plus! - Stanford Mendicants - Stjepan Jimmy Stanic (versión croata) - Styx - Jack Straw (antiguo secretario británico) - Suade - Sugar Lunch - The Sunday Girls - The Busters - Takeo Ischi - Teresa Carpio & HKPO (versión china) - Tokyo Kosei Wind Orchestra (Parte del homenaje a Kyu Sakamoto) - Tommy Emmanuel - Tony Vos (versión holandesa) - Trio Esperança (versión portuguesa) - Trish Thuy Trang - Tsuyoshi Nagabuchi - Tuck & Patti - Two Hoots & A Holler - The Ventures - Utada Hikaru - Voice of Love Posse - Walnut River String Band - Warkop (Dono Kasino Indro) - Wanda Aubrey (versión holandesa) - Werner Müller - Will Smith junto a Biz Markie y Slick Rick (sólo una estrofa) - Yajuh Ohkoku - Yamasaki Hako - Yami Bolo - Yasmin Gontijo - The Ventures - Tokyo Ska Paradise Orchestra (Versión Portuguesa-Japonesa) |